# Линь Юэ (шорт-трекистка)
Линь Юэ (кит. упр. 林悅, пиньинь Lin Yue, род. 24 августа 1994 года в гор. Чанчунь, провинция Цзилинь) — китайская шорт-трекистка, чемпионка мира 2017 года.

## Биография
Линь Юэ занялась шорт-треком в возрасте 7-ми лет в Чанчуне в 2001 году, когда училась в младших классах средней школы. Впервые она появилась на международных соревнованиях в феврале 2013 года на юниорском чемпионате мира в Варшаве, где завоевала бронзу на 500 м и в эстафете выиграла серебряную медаль, а в общем зачёте заняла 7-е место. 
В ноябре 2014 года она впервые выступила на кубке мира и в ноябре на этапе в Монреале заняла 3-е место на 500 м, а в декабре на кубке в Шанхае стала второй на 500 м и первой в эстафете.В феврале 2015 года на этапе кубка в Измире вновь стала первой в эстафете, в марте на чемпионате мира в Москве в составе эстафетной команды выиграла серебряную медаль. Линь пропустила целый год после того, как сломала левую ногу. 
На чемпионате мира в Сеуле заняла в эстафете 4-е место. , в феврале 2017 года на зимних Азиатских играх в Саппоро завоевала серебро в эстафете, а в марте на чемпионате мира в Роттердаме она выиграла золотую медаль в эстафете вместе с Цюй Чуньюй, Фань Кэсинь, Го Ихань и Цзан Ицзэ. В ноябре на Кубке мира в Сеуле заняла 6-е место на 500 м.
В начале января 2018 года Линь Юэ получила случайную травму ноги во время тренировки. После диагностики она вернулась домой для восстановления и пропустила Олимпиаду 2018 года. После чего завершила карьеру спортсменки.